# Tudor Vianu
Pour les articles homonymes, voir Vianu.
Tudor Vianu ([ˈtudor viˈanu]), né le 8 janvier 1898 à Giurgiu (Roumanie) et mort le 21 mai 1964 à Bucarest, est un critique littéraire, critique d'art, poète, philosophe et traducteur roumain.
Antifasciste connu pour ses convictions de gauche, il joua un rôle majeur dans l'accueil et le développement du modernisme dans la littérature et l'art roumains.

## Biographie
Tudor Vianu est marié à Elena Vianu (ro), elle-même critique littéraire, et est le père d'Ion Vianu, psychiatre, écrivain et essayiste renommé.